# Prijenosna radna stanica
Prijenosna radna stanica (eng. mobile workstation) je računalo visoke učinkovitosti za jednog korisnika koje se prvenstveno koristi za grafiku, CAD, razvoj softvera, financijske i znanstvene aplikacije te druge procesorski intenzivne obrade, izuzevši igranje kompjuterskih igrica. Posebice je dizajnirano za prenosivost i dugotrajno djelovanje, bilo uključeno izravno u izvor napajanja električne energije ili ne. Prijenosne radne stanice koriste ugrađeni ekran i mogu djelovati pomoću ugrađene baterije ili drugog prenosivog izvora energije. Većina prijenosnih radnih stanica koristi vanjski izvor energije te ima ugrađenu tipkovnicu i pokazivački uređaj.
Osobina je da prosječno vrijeme između kvarova (MTBF) je barem 13.000 sati, a ima barem jednu samostalnu grafičku karticu (dGfx) klasifikacije G3 (s FB Data Width > 128-bit), G4, G5, G6 ili G7; podržava uključivanje barem tri unutarnja uređaja za pohranu i podržava barem 32 GB sistemske memorije (po tehnološkom razvitku od 2008. godine).